# فاندنس
فاندنس (بالإنجليزية: Vandans)‏ هي مدينة في منطقة بلودنز في ولاية فورارلبرغ النمساوية. تقع على ارتفاع 650 مترًا (2133 قدمًا) فوق مستوى سطح البحر ، وتشتهر بأنشطة التزلج والمشي لمسافات طويلة.

## المناخ
يظهر الجدول التالي التغييرات المناخية على مدار السنة لفاندنس:
| البيانات المناخية لـفاندنس                                       | البيانات المناخية لـفاندنس | البيانات المناخية لـفاندنس | البيانات المناخية لـفاندنس | البيانات المناخية لـفاندنس | البيانات المناخية لـفاندنس | البيانات المناخية لـفاندنس | البيانات المناخية لـفاندنس | البيانات المناخية لـفاندنس | البيانات المناخية لـفاندنس | البيانات المناخية لـفاندنس | البيانات المناخية لـفاندنس | البيانات المناخية لـفاندنس | البيانات المناخية لـفاندنس |
| الشهر                                                            | يناير                      | فبراير                     | مارس                       | أبريل                      | مايو                       | يونيو                      | يوليو                      | أغسطس                      | سبتمبر                     | أكتوبر                     | نوفمبر                     | ديسمبر                     | المعدل السنوي              |
| ---------------------------------------------------------------- | -------------------------- | -------------------------- | -------------------------- | -------------------------- | -------------------------- | -------------------------- | -------------------------- | -------------------------- | -------------------------- | -------------------------- | -------------------------- | -------------------------- | -------------------------- |
| الدرجة القصوى °م (°ف)                                            | 16.5 (61.7)                | 19.7 (67.5)                | 23.6 (74.5)                | 26.2 (79.2)                | 30.8 (87.4)                | 33.4 (92.1)                | 35.4 (95.7)                | 36.3 (97.3)                | 29.1 (84.4)                | 27.1 (80.8)                | 23.8 (74.8)                | 19.7 (67.5)                | 36.3 (97.3)                |
| متوسط درجة الحرارة الكبرى °م (°ف)                                | 3.1 (37.6)                 | 4.9 (40.8)                 | 9.8 (49.6)                 | 14.3 (57.7)                | 19.2 (66.6)                | 21.6 (70.9)                | 23.6 (74.5)                | 22.9 (73.2)                | 18.9 (66.0)                | 14.7 (58.5)                | 7.5 (45.5)                 | 3.4 (38.1)                 | 13.7 (56.7)                |
| المتوسط اليومي °م (°ف)                                           | −1.1 (30.0)                | −0.2 (31.6)                | 3.7 (38.7)                 | 7.9 (46.2)                 | 12.7 (54.9)                | 15.3 (59.5)                | 17.2 (63.0)                | 16.5 (61.7)                | 12.8 (55.0)                | 8.7 (47.7)                 | 3.0 (37.4)                 | −0.3 (31.5)                | 8.0 (46.4)                 |
| متوسط درجة الحرارة الصغرى °م (°ف)                                | −4.1 (24.6)                | −3.5 (25.7)                | −0.1 (31.8)                | 3.1 (37.6)                 | 7.3 (45.1)                 | 10.1 (50.2)                | 12.1 (53.8)                | 11.9 (53.4)                | 8.8 (47.8)                 | 5.1 (41.2)                 | 0.1 (32.2)                 | −3.0 (26.6)                | 4.0 (39.2)                 |
| أدنى درجة حرارة °م (°ف)                                          | −23.9 (−11.0)              | −18.2 (−0.8)               | −16.7 (1.9)                | −7.3 (18.9)                | −2.0 (28.4)                | 0.5 (32.9)                 | 4.2 (39.6)                 | 3.5 (38.3)                 | −0.7 (30.7)                | −7.9 (17.8)                | −13.1 (8.4)                | −14.9 (5.2)                | −23.9 (−11.0)              |
| الهطول مم (إنش)                                                  | 96 (3.8)                   | 88 (3.5)                   | 105 (4.1)                  | 93 (3.7)                   | 116 (4.6)                  | 156 (6.1)                  | 173 (6.8)                  | 171 (6.7)                  | 129 (5.1)                  | 89 (3.5)                   | 104 (4.1)                  | 109 (4.3)                  | 1٬430 (56.3)               |
| متوسط الرطوبة النسبية (%) (at {{{time day}}})                    | 73.8                       | 65.0                       | 56.0                       | 50.5                       | 52.4                       | 56.4                       | 57.6                       | 60.4                       | 64.0                       | 66.3                       | 74.2                       | 77.8                       | 62.9                       |
| ساعات سطوع الشمس الشهرية                                         | 44                         | 82                         | 132                        | 157                        | 183                        | 180                        | 209                        | 196                        | 162                        | 119                        | 55                         | 29                         | 1٬548                      |
| نسبة وصول أشعة الشمس                                             | 48.3                       | 53.0                       | 47.4                       | 47.9                       | 49.9                       | 49.4                       | 55.9                       | 55.6                       | 53.8                       | 56.4                       | 44.1                       | 45.1                       | 50.6                       |
| المصدر: المعهد المركزي للأرصاد الجوية والديناميكا الجيوديناميكية |                            |                            |                            |                            |                            |                            |                            |                            |                            |                            |                            |                            |                            |

## توأمة
لفاندنس اتفاقيات توأمة مع:
- هايترسهايم